# Wielandsdorf
Wielandsdorf, zu den verschiedensten Zeiten auch Wielensdorf, Wilantisdorf, Wilantesdorf, villa Weilandi, Weilnstorf, Wielensdorf und Wyelesdorf genannt beziehungsweise geschrieben, war eine Ortschaft mit ungefähr 50 Einwohnern im Jahr 1360 im Bezirk Korneuburg in Niederösterreich.
Das Dorf wurde Ende des 15. Jahrhunderts verlassen und ist nur mehr als Ortswüstung vorhanden. Die Ortswüstung steht seit 2014 unter Denkmalschutz (Listeneintrag).

## Geografische Lage

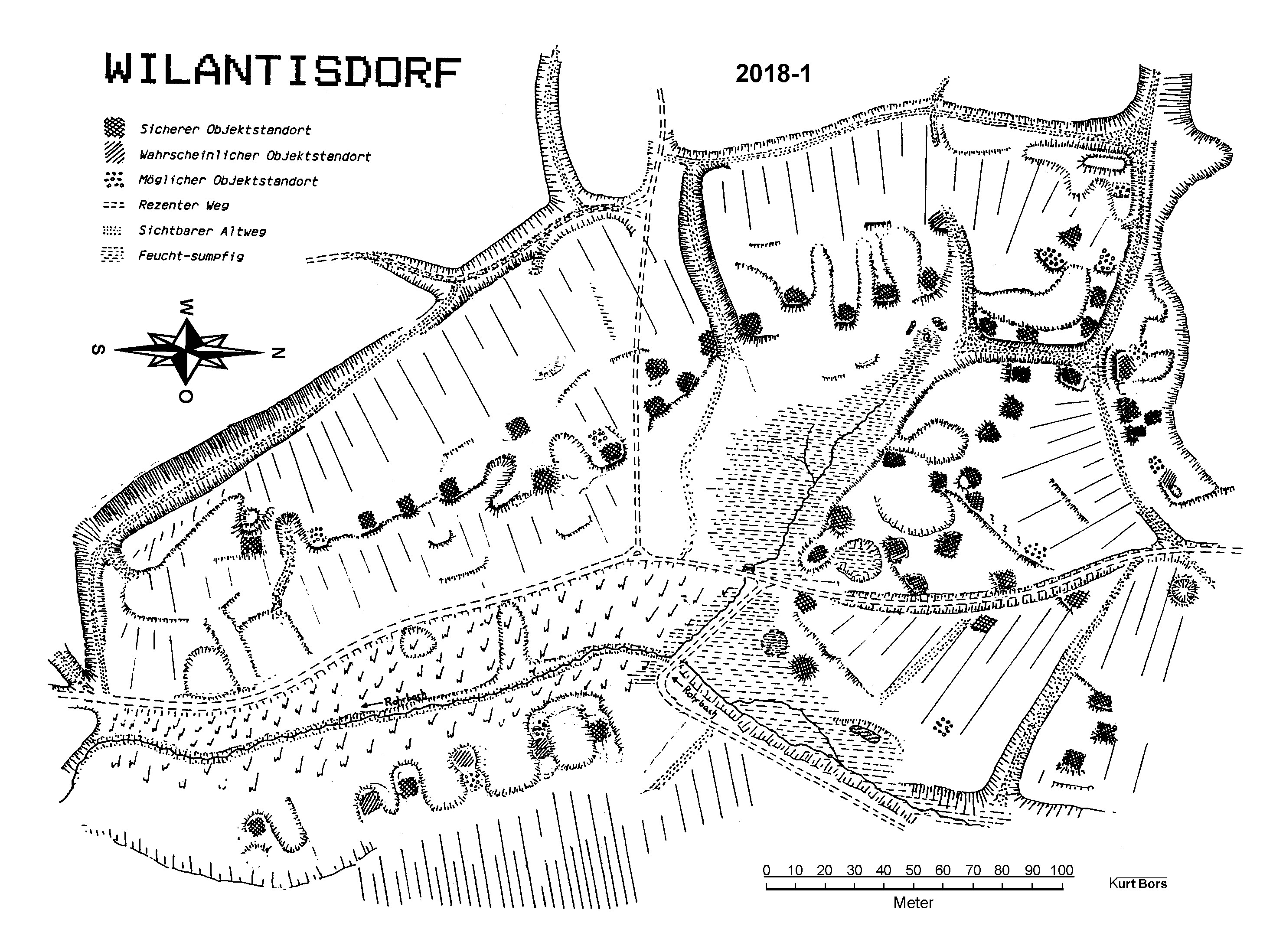
Ortswüstung Wielandsdorf

Die Ortswüstung Wielandsdorf liegt 8 km nördlich von Korneuburg im Rohrwald auf dem Katastralgebiet von Rückersdorf in Niederösterreich. Der Siedlungsplatz und die Fluren des ehemaligen Dorfes sind verwaldet. Die Formen ehemaligen Ackerlandes so genannte Flurwüstungen sind noch im Gelände der Riede Probstholz, Hanfthal, Hochberg und „Bei der breiten Linde“ erkennbar. Es sind auch noch im Terrain teils tief eingeschnittene zum Ortsplatz führende Altwege zu identifizieren. Die ca. 400 m südöstlich liegenden Schwedenhöhlen sowie die im Westen liegenden Erdställe beim „Hanfthal“ dürften als Fluchtorte gedient haben. In der Literatur wird noch ein „Rotunde“ genannter Kegelstumpf genannt. Der künstlich geformte Kegelstumpf liegt südöstlich über dem Hanfthal am Rande des Höhenkammes.
Das Dorf, welches eine Fläche von rund 450 mal 150 Meter bedeckte, lag beiderseits eines Quellbaches des Rohrbach, im Kreuzungsbereich mehrerer Altwege, die noch auf der Josephinischen Landaufnahme von 1773/81 verzeichnet waren. 
Die Wüstung wurde 1991 zum Zweck der näheren topographischen Lagebeschreibung von Kurt Bors erforscht und kartographiert.

## Geschichte

### Wielensdorf
Wielensdorf wurde 1114 unter dem Namen „villa Weilandi“ und 1120 erstmals genannt. Um Eberhard von Stallarn, ein Gefolgsmann der Formbacher auf Kreuzenstein, übergibt um 1200 den Besitz „Wilantesdorf“ an Klosterneuburg. 1258 erscheint Klosterneuburg mit einem Amt in Wielensdorf.
Laut den Urbaren des Stifts Klosterneuburg hatte das Dorf im Jahr 1258 15 Lehen. In den Traditionsbüchern des Stiftes scheinen „Pabo de Wielantsdorf“ (FRA II/28) und „Ulrich de Wilantsdorf“ (FRA II/4, Nr. 189) sowie, hinzugefügt im 14. Jahrhundert, „Phillipus de Wielansdorf“ (FRA II/28,128) auf, die auch einen entsprechenden Sitz wahrscheinlich machen. Im Jahr 1360 hatte Wielandsdorf 18 Lehen und in etwa 50 Bewohner.
Im Ort hat sich auch ein eigenes Wirtschaftsamt des Stiftes Klosterneuburg befunden, dem auch die Lehen von Niederhollabrunn unterstellt waren.
Bereits 1312 wird das Dorf als verödet genannt. In der ersten Hälfte des 15. Jahrhunderts erscheinen jedoch Balthasar und Stephan Wilestorfer, welche auf eine temporäre Wiederbesiedelung schließen lassen. Im späten 15. Jahrhundert ist aufgrund der Ungarneinfälle jener Zeit die endgültige Verödung erfolgt.
Bei Grabungen entdeckte ungewöhnlich viele Eisengegenstände wie Armbrustbolzen und Bleikugeln deuten ebenfalls auf eine gewaltsame Zerstörung des Dorfes hin.

### Wüstung Wielandsdorf

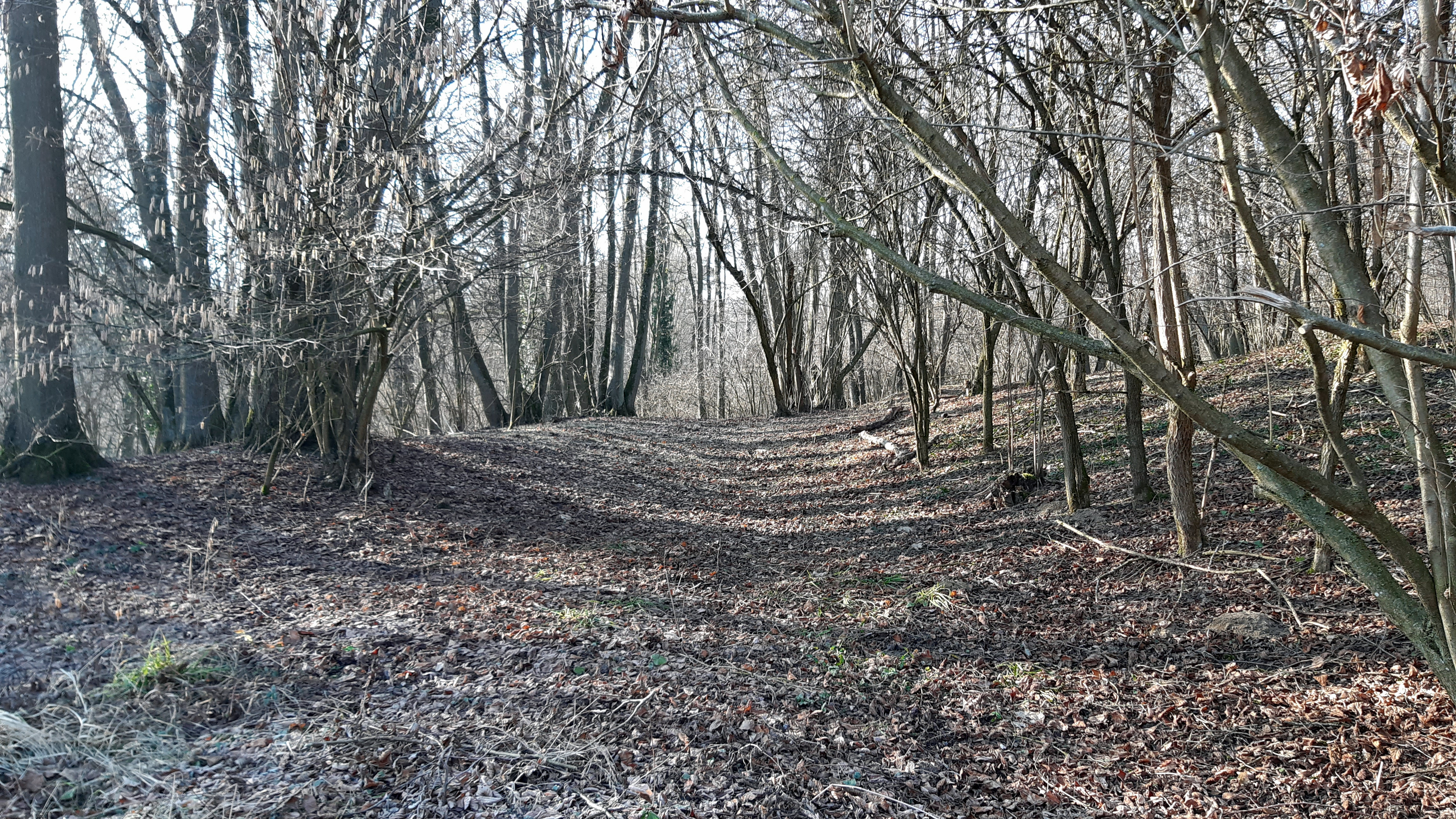
Noch immer erkennbarer, nördlicher Altweg der Wüstung Wielandsdorf

Im Jahr 1512 waren noch Gemäuer vorhanden, das Klosterneuburger Urbar von 1512 berichtet, dass Probst Georg II. von Klosterneuburg den Platz aufgesucht hat: „hat Dorf und Feld ganz öde gefunden, und ist diesmal nichts an den Enden als ettliche Erden, Gemäuer und Holz mit großen Bäumen überwachsen, das man kaum durchfahren und reiten kann“. Auch ein Eintrag von 1561 beschreibt nur mehr ein „ödes dorff“.
1927 wurden 50 „Wohnbauten“ teils an Resten erkannt, teils durch Rutengeher festgestellt. Nach 1930 ließ die Forstverwaltung die Grundmauern entfernen, „Über den gerodeten Boden ging der Pflug; es folgten Mais- und Kartoffelfelder, und heute steht eine junge Forstkultur dort, wo einst Wielensdorf lag.“